# Rubéole (réacteur)
Pour les articles homonymes, voir Rubéole.
Rubéole était un réacteur nucléaire de recherche de faible puissance pour les expériences de criticité qui est entré en divergence au centre CEA de Saclay le 1er février 1957, fonctionnant à l'oxyde d'uranium légèrement enrichi et modéré à l'oxyde de béryllium (ou glucine)
Le réacteur Aquilon,  première pile critique destinée aux essais sur l'eau lourde, était déjà entré en divergence depuis août 1956.
Rubéole vise à étudier les premiers concepts de réalisation d'un cœur compact pour équiper un avion atomique ou une locomotive atomique.
Rubéole a été définitivement arrêté en janvier 1963.